# Sengerema (huyện)
Sengerema là một huyện thuộc vùng Mwanza, Tanzania. Thủ phủ của huyện Sengerema đóng tại Sengerema. Huyện Sengerema có diện tích 3335 ki lô mét vuông. Đến thời điểm điều tra dân số ngày 25 tháng 8 năm 2002, huyện Sengerema có dân số 498993 người.